# Église Notre-Dame-de-Gwel-Mor de Morgat
L'église Notre-Dame-de-Gwel-Mor est une église catholique située à Morgat (Crozon) dans le Finistère en Bretagne, qui a été détruite en 2019.

## Histoire et description
L’église de Morgat a été construite en 1957 sur un terrain marécageux, l’architecte en est le Quimperois Yvinnec. C'est une église de style moderne.
Elle est en pierre et a été consacrée en 1959 par le chanoine Grall (une rue porte son nom dans le bourg de Crozon). Elle a été détruite en février 2019 à coups de pelleteuse. Tous les vitraux ont été démontés minutieusement en vue de la construction d'un oratoire en sa mémoire sur la place alors dégagée de l'église[réf. souhaitée].

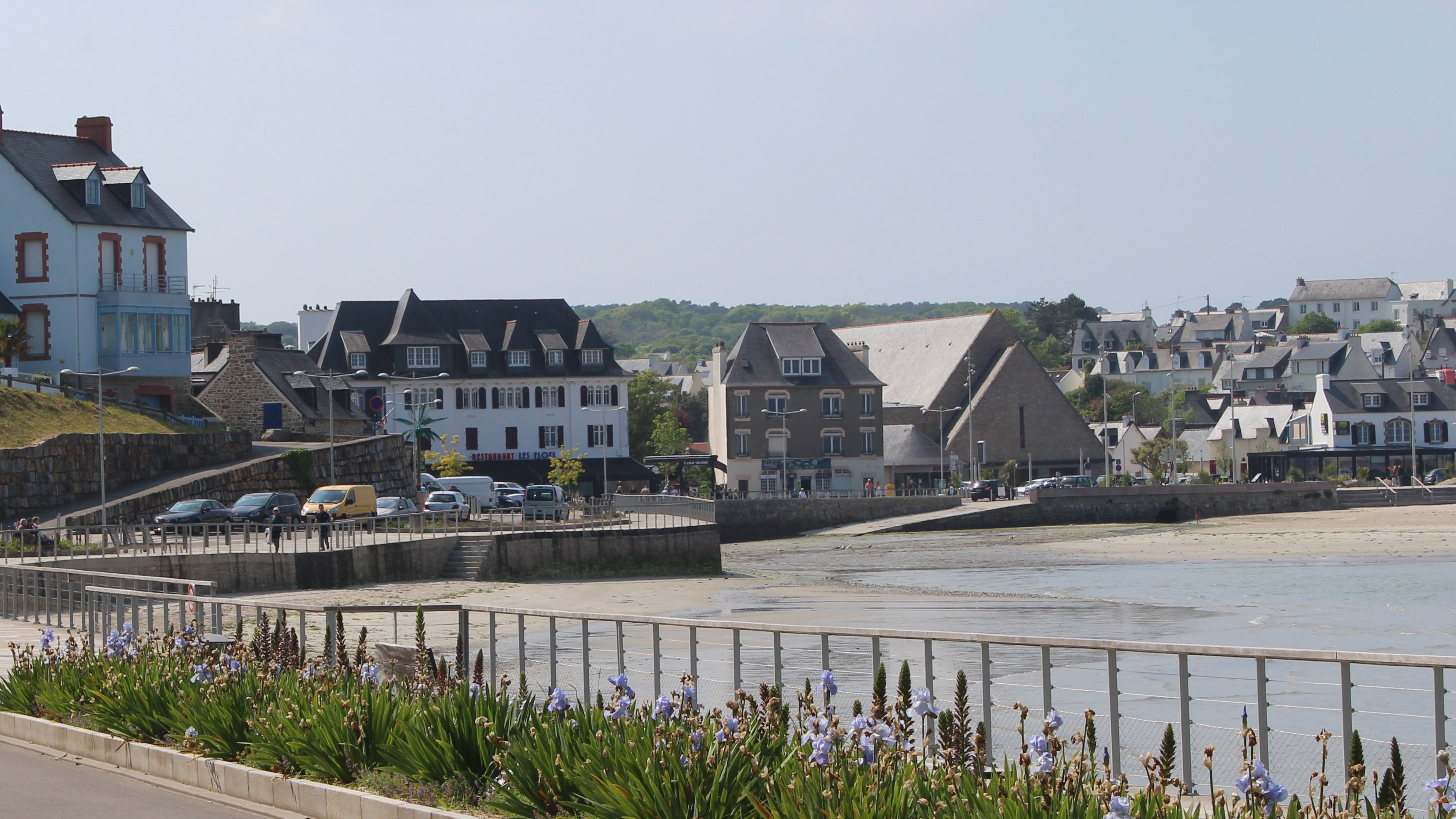
Vue de la chapelle en bord de mer.

## Autres églises et chapelles à Crozon
- Église Saint-Pierre de Crozon
- Chapelle Saint-Fiacre de Crozon